# Eosentomon massoudi
Eosentomon massoudi – gatunek pierwogonka z rzędu Eosentomata i rodziny Eosentomidae.

## Taksonomia
Gatunek opisany został w 1978 przez Josefa Noska na podstawie okazu odłowionego w regionie Tôlanaro. Nazwa gatunkowa została nadana na cześć Zahera Massoud.

## Występowanie
Gatunek ten jest endemitem wschodniego Madagaskaru.